# Gillellus
El género Gillellus son peces marinos de la familia de los dactiloscópidos.

## Especies
Existen las siguientes especies en este género:
- Gillellus arenicola (Gilbert, 1890)
- Gillellus chathamensis (Dawson, 1977)
- Gillellus greyae (Kanazawa, 1952)
- Gillellus healae (Dawson, 1982)
- Gillellus inescatus (Williams, 2002)
- Gillellus jacksoni (Dawson, 1982)
- Gillellus ornatus (Gilbert, 1892)
- Gillellus searcheri (Dawson, 1977)
- Gillellus semicinctus (Gilbert, 1890)
- Gillellus uranidea (Böhlke, 1968)